# 弗里涅欧布瓦 (旧市镇)
弗里涅欧布瓦（法語：Vrigne-aux-Bois，法語發音：[vʁiɲ o bwa]）是法国阿登省的一个旧市镇，属于色当区。2017年，弗里涅欧布瓦与市镇博斯瓦勒和布里扬库尔合并为新的弗里涅欧布瓦。

## 地理
弗里涅欧布瓦（49°44'15"N, 4°51'21"E）面积8.04 平方千米，位于法国大東部大區阿登省，该省份为法国北部内陆省份，西接埃纳省，南至马恩省，东临默兹省，北与比利时接壤。
与弗里涅欧布瓦接壤的市镇（或旧市镇、城区）包括：博斯瓦勒和布里扬库尔、栋什里、伊桑库尔和吕梅勒、维维耶欧库尔、弗里涅默兹。

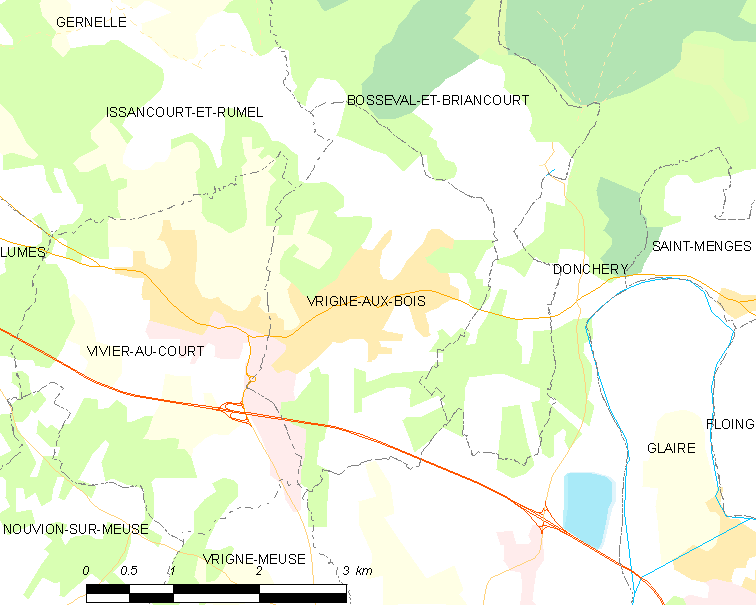
的OSM定位图

弗里涅欧布瓦的时区为UTC+01:00、UTC+02:00（夏令时）。

## 行政
弗里涅欧布瓦的邮政编码为08330，INSEE市镇编码为08491。

## 政治
弗里涅欧布瓦所属的省级选区为色当第一县。

## 人口

1962-2008年间人口变化图示

弗里涅欧布瓦于2018年1月1日时的人口数量为3184人。